# هلمشتت
هلمشتت (به آلمانی: هلم‌اشتات) یک در آلمان است که در هلمشتت واقع شده‌است.

## خصوصیات
هلمشتت ۲۵٬۳۸۹ نفر جمعیت دارد.

## خواهرخوانده
شهرهای البوکرکی، ویتره، ایل-ئه-ویلن، چارد، سامرست، فیوجی، هالدنسلبن، Svietlahоrsk، اورشتیه و کوناکلی خواهرخوانده‌های هلمشتت هستند.

## نگارخانه

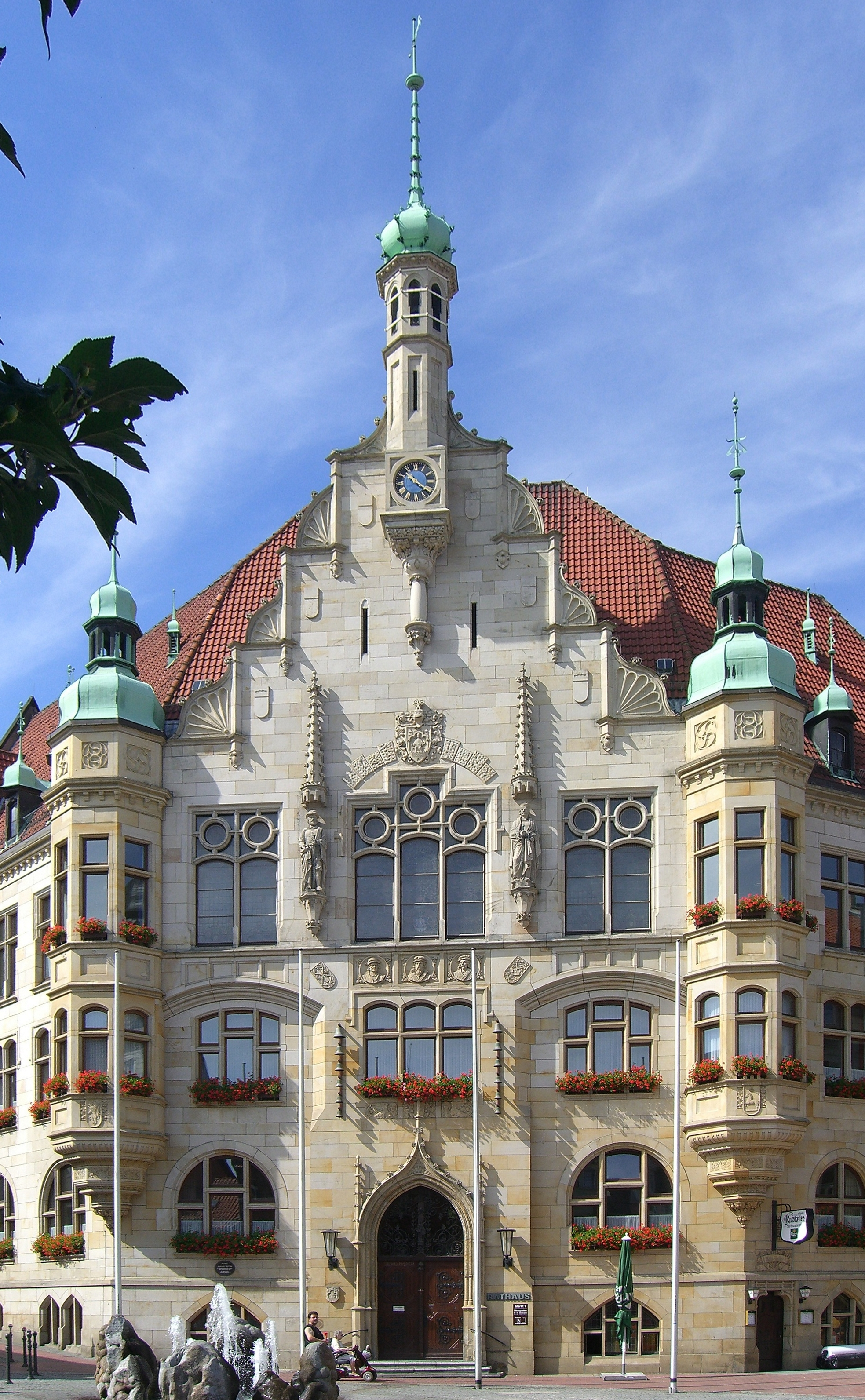
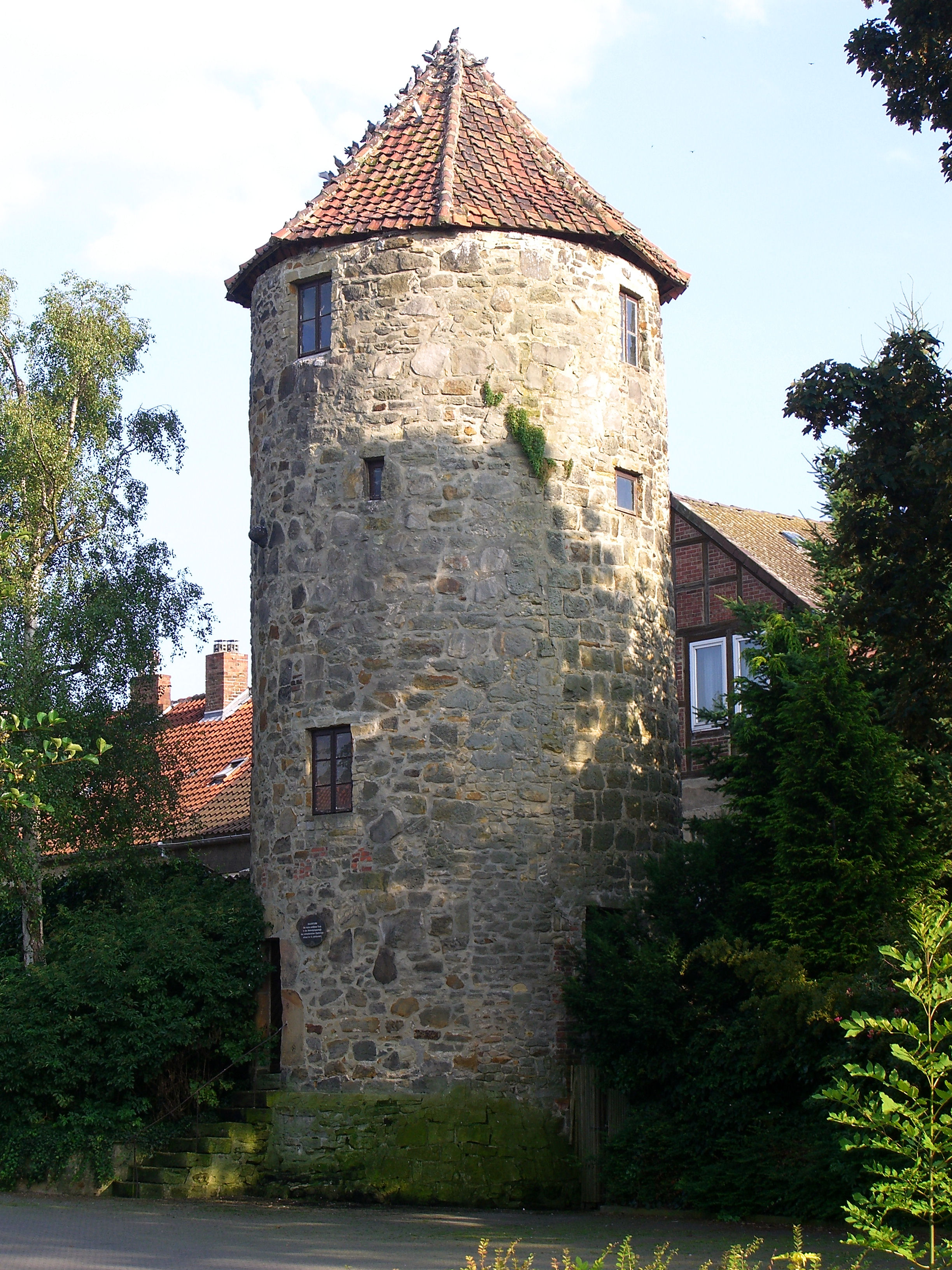
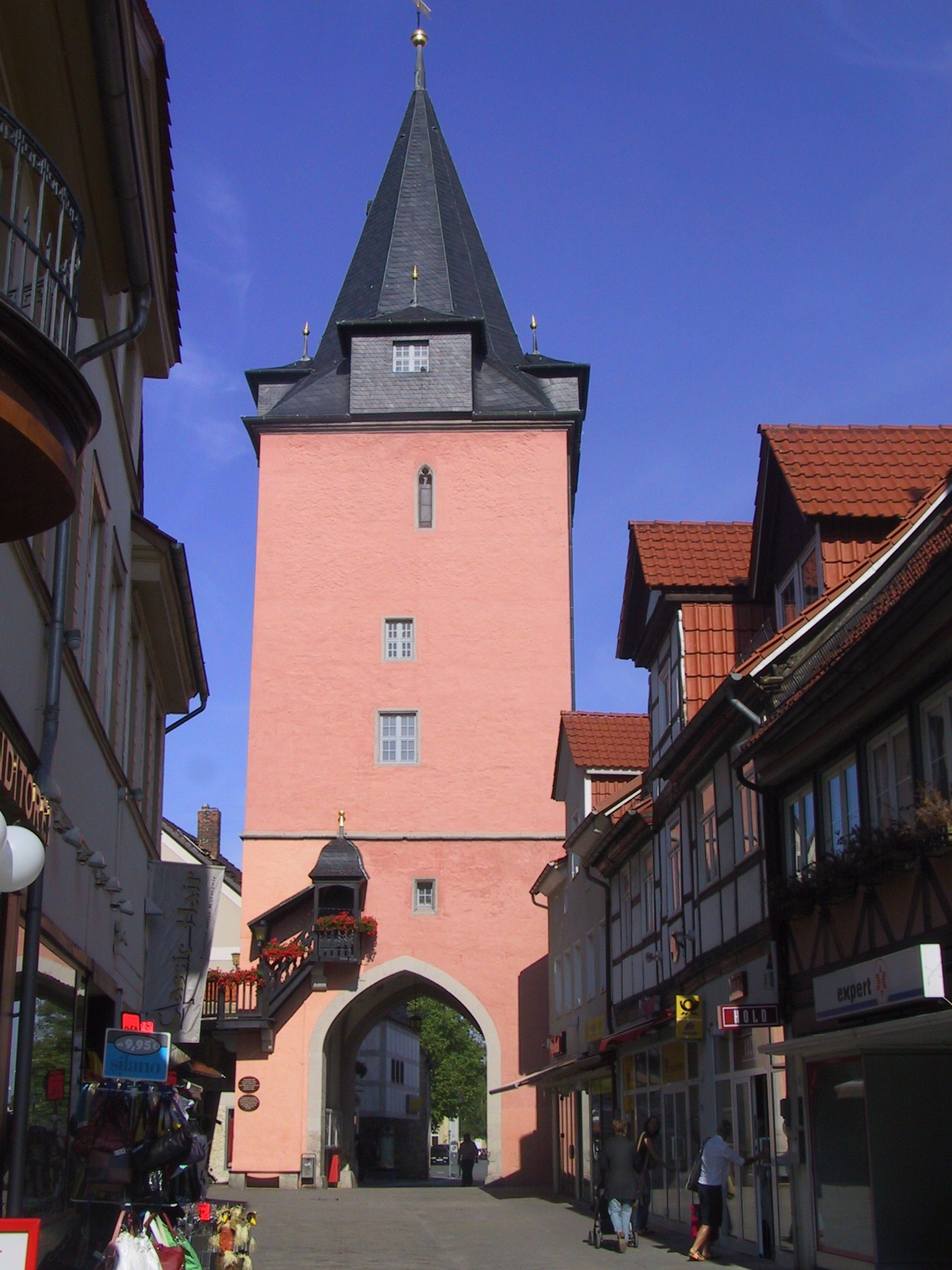
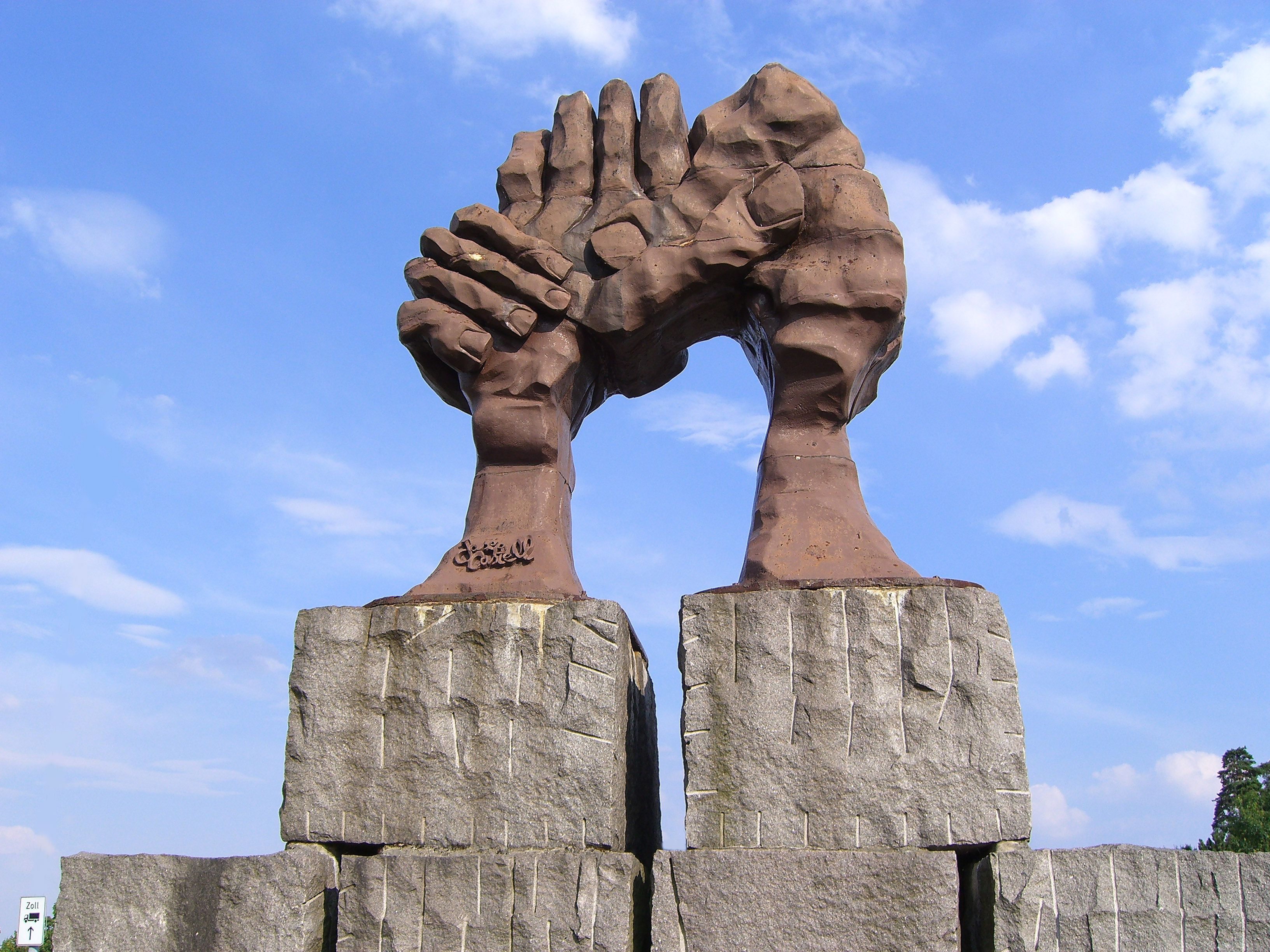